# Exeed TX
La Exeed TX (codice progettuale M31T) è un'autovettura di tipo SUV prodotta dalla casa automobilistica cinese Chery Automobile dal 2019.
Viene prodotta anche in versione a passo lungo denominata Exeed TXL (codice progettuale M32T). 

## Storia
La Chery dopo i buoni successi della famiglia di SUV e crossover Tiggo decise di rilanciare un proprio brand di veicoli di fascia alta, orientati al lusso, esperimento che già aveva provato con il brand Riich che venne lanciato nel 2009 e chiuso nel 2014 in seguito allo scarso successo. Stavolta la casa cinese decise di seguire il trend di mercato che favoriva il segmento dei SUV e inizió a lavorare con Magna International allo sviluppo di una nuova gamma di veicoli da poter vendere non solo in Cina ma anche in Europa. Nel 2015 parte lo sviluppo del progetto M31T, una crossover medio-grande di segmento D e di una nuova piattaforma modulare di base (M3X) destinata ad equipaggiare anche futuri modelli.
Dopo due anni debutta in veste di pre-produzione al Salone dell'automobile di Francoforte edizione 2017 la Chery Exeed TX, la prima del neonato brand Exeed. La casa cinese inoltre annuncia la produzione del modello anche per il mercato europeo prevista nel 2020.
Il modello presentato, benché fosse ormai pronto subisce dei ritardi, infatti l’anno successivo la Chery inaugurò un nuovo centro stile in Germania e venne deciso di modificarne il frontale allo scopo di conferire maggiore identità alle vetture e venne eliminato ogni riferimento al marchio Chery sia dai lamierati che dagli interni e sostituito dal nuovo logo Exeed a caratteri cubitali, venne cambiato anche il design della calandra anteriore con un listello a sfondo nero che intercorre lungo i fanali e vengono ridisegnati i cerchi in lega. La versione aggiornata e pronta per la produzione viene presentata nel novembre del 2018 e la casa comunica che le vendite partiranno dai primi mesi del 2019 in Cina.
La produzione parte ufficialmente il 24 gennaio 2019 presso lo stabilimento Chery di Wuhu.
Pochi mesi dopo il debutto viene introdotta anche la versione a passo lungo (da 2,80 metri) denominata Exeed TXL con abitacolo a sette posti e lunghezza totale maggiore di 8 cm pari a 4,775 metri.

## Meccanica
La TX è lunga 4,690 metri mentre la TXL è lunga 4,775 metri. La vettura viene realizzata sulla nuova piattaforma modulare M3X sviluppata da Chery con Magna e Bentler, la trazione è anteriore oppure integrale BorgWarner di tipo inseribile elettronicamente e il motore è in posizione anteriore-trasversale. Possiede sospensioni anteriori a ruote indipendenti McPherson e posteriori a ruote indipendenti Multilink con barra stabilizzatrice e ammortizzatori con molle elicoidali. I freni anteriori sono a disco ventilati e i posteriori a disco. 
Rispetto al resto della produzione Chery, la TX possiede di serie tutti i dispositivi di assistenza alla guida di livello 2 come frenata automatica d’emergenza con riconoscimento ostacoli, mantenimento corsia attivo, sensori veicoli in fase di sorpasso, riconoscimento segnaletica stradale e sei airbag, ABS ed EBD, controllo di stabilità e di trazione. 
La scocca è stata sviluppata da Bentler ed è realizzata per il 75% con acciai ad alta resistenza da 1500 MPa nella zona frontale e nei montanti A e B, e con acciai a deformazione programmata nel restante dello scheletro. 
La gamma motori al debutto era composta da un unico propulsore a quattro cilindri benzina 1.6 Acteco 16 valvole a iniezione diretta e turbocompressore erogante 197 cavalli abbinato ad un cambio manuale a 6 rapporti o automatico a doppia frizione DCT a 7 rapporti Getrag. Il modello a trazione integrale è disponibile solo col cambio automatico a doppia frizione.